# Нађа Регин
Нађа Регин (Ниш, 2. децембар 1931 — Лондон, 6. април 2019) била је југословенска и српска глумица. Најпознатија је по улогама у британским филмовима и ТВ програмима шездесетих година 20. века. Дипломирала је на Академији драмских уметности у Београду и на Филозофском факултету Универзитета у Београду. Филмску каријеру је започела у СФРЈ под именом Нађа Подерегин, након чега је глумила у неколико филмова у Западној Немачкој, пре него што се трајно настанила у Великој Британији. Најпознатије улоге су у два филма из серијала о Џејмсу Бонду: Из Русије с љубављу, као љубавница Керима Беја, и по малој улози у филму Голдфингер. Глумила је у телевизијским серијама: Светац (The Saint), Осветници (The Avengers) и Опасан човек (The Danger Man).

## Биографија
Рођена је као Надежда - Нађа Подерегин у Нишу, 1931. године. Мајка јој је била Милка Бајић Подерегин, професор српског језика и књижевности, родом из Пљеваља. Њен отац, Игњатије Подерегин, такође инжењер агрономије, био је пореклом Рус. Милка и Игњатије упознали су се у пљеваљској гимназији, где су обоје радили као професори. Венчали су се 1928. године. У браку су имали две ђерке, Нађу и њену сестру Јелену - Љољу. Из пљеваљске гимназије брачни пар Подерегин одлази на службовање у Прокупље, па у Краљево, где их 1941. године затиче избијање Другог светског рата у Југославији. Нађин отац страдао је током Стрељања у Краљеву, када није хтео да напусти своје ученике и заједно са њима је отишао на стрелиште. После ове трагедије Нађа се са мајком и сестром сели у Пожаревац. Нађина мајка одбила је да ради под окупаторским властима и активно је помагала Народноослободилачки покрет. После завршетка рата добила је посао професора српског језика и књижевности у Београду, па се породица сели у главни град. Средином педесетих година сестре Подерегин, Нађа и Љоља, важиле су за београдске лепотице.
Љубав према глуми Нађа је исказивала још као мала девојчица. Своје прве глумачке кораке направила је већ са седам година, када је у Краљеву, где је провела детињство, наступала на приредбама за децу. Преселивши се у Београд, похађала је часове балета.
У Београду је Нађа Регин завршила Седму женску гимназију, а затим и два факултета: Глумачку академију и Филозофски факултет. На академији је била у класи професора Јоже Рутића и асистента Бранка Плеше, заједно са Павлом Минчићем, Дејаном Чавићем, Цигом Јеринићем, Јеленом Јовановић-Жигон, Петром Банићевићем и још тридесетак студената. Дипломирала је 20. маја 1954. године улогом Анке, у представи Љубавници непознатог аутора из 16. века, у Београдском драмском позоришту.
Глумачку каријеру започела је још на студијама, да би почетком 60-их дебитовала и у иностранству, где је наставила да игра у многим филмовима и серијама. До завршетка каријере снимила је чак 40 наслова у Енглеској и Немачкој. У Србији је била позната под именом Нађа Подерегин.
У Кану је срела свог будућег супруга Мајкла Шрајбера, лондонског индустријалца, са којим је добила кћерку Тању. Њена сестра Љоља удала се за Холанђанина са којим је добила сина Андреја. Касније су се обе развеле и наставиле да живе у Лондону.
Нађа се опробала и као издавач, а пред крај живота и као писац. Са сестром Љољом, која је била професор славистике, 1980. године основала је издавачку кућу Ханиглен паблишинг (Honeyglen Publishing). Ова издавачка кућа објављивала је углавном биографије и лепу књижевност. Међу њиховим издањима је и енглески превод романа Свитање, који је написала њихова мајка Милка Бајић Подерегин. Почетком деведесетих година 20. века издавачка кућа Ханиглен паблишинг учествовала је и на Сајму књига у Београду. Године 2016. објавила је роман Жртве и будале (The Victims and The Fools).
Нађа Регин умрла је 6. априла 2019. године у Лондону. Од ње се на Твитеру опростио и чувени Шон Конери речима: „Веома нам је жао што сазнајемо да је, у 87. години живота, преминула Нађа Регин. Нађа се појавила у два филма о Бонду, ИЗ РУСИЈЕ СА ЉУБАВЉУ и ГОЛДФИНГЕР. Наше мисли су у овом тужном тренутку са њеном породицом и пријатељима.”

## Глумачка каријера
Глумачку каријеру Нађа је започела још као студент, 1949. године. Дебитовала је у домаћем остварењу Прича о фабрици, режисера Владимира Погачића. Током студија Нађа је снимила још два филма: Чудотворни мач и Фросина, оба у режији Војислава Нановића. По дипломирању снима Ешалон доктора М. у режији Жике Митровића и копродукцијски филм Кућа на обали, режисера Бошка Косановића.
Своју каријеру у иностранству Нађа је започела 1963. године, улогом у другом наставку авантура Џејмса Бонда - Из Русије с љубављу, улогом девојке негативца Карима, док је наредне године, у трећем наставку - Голдфингер, улогом Боните постала и једна од Бондових девојака. Сарадња са глумцем Шоном Конеријем отворила јој је широм врата у свету глуме.  Глумила је и у телевизијским серијама Светац, са Роџером Муром, Осветници и Опасан човек.

## Књижевни рад
Крајем шездесетих Нађа Регин се повукла са сцене. Пензију је стекла радећи као сценариста на Би-Би-Си-ју. Писање је било важно за Нађу. Довршила је роман „Свитање”, који је њена мајка Милка оставила незавршен у рукопису. Писала је према белешкама које су остале за Милком после њене смрти, 1971. године је иза ње оставила непотпун рукопис за први роман кад је умрла 1971. Рад на завршетку овог романа сматрала је „најважнијим делом које је икад урадила”.
Године 2016. објавила је и сопствени роман Жртве и будале, под именом Нађа Регин. Реч је о бурној, ратом разореној романси између идеалистичког песника Марка Боздана и лепе плесачице Марије Марић. Радња романа одвија се током кратког поновног сусрета главних јунака у Лондону. Прича се заснива на контрастима живота у Енглеској и Југославији седамдесетих година 20. века, произашлих из политичких околности насталих после Другог светског рата.

## Занимљивости
Нађа Подерегин је као гимназијалка била хапшена „по питању Резолуције ИБ-а”. У притвору је провела неколико месеци, јер је растурала летке „антиреволуционарне садржине”. На летку је писало да је „Тито издао циљеве комунизма, јер је почео да скупља аутомобиле као играчке”. Причало се да је групу коју су чинили Нађа, Лепосава Милошевић, касније удата за писца Антонија Исаковића, и Милана Илић неко пријавио Удби, али се никада није сазнало ко.
У време НАТО агресије на СР Југославију, 1999. године, Нађа и Љоља организовале су протесте у Лондону.

## Филмографија

### Филмови
| Година | Наслов                        | Оригинални наслов                  | улога                     | Режија                                                           |
| ------ | ----------------------------- | ---------------------------------- | ------------------------- | ---------------------------------------------------------------- |
| 1949   | Прича о фабрици               | -                                  | текстилна радница         | Владимир Погачић                                                 |
| 1950   | Чудотворни мач                | -                                  | -                         | Војислав Нановић                                                 |
| 1952   | Фросина                       | -                                  | -                         | Војислав Нановић                                                 |
| 1954   | Кућа на обали                 | Das Haus an der Küste              | Марина                    | Бошко Косановић                                                  |
| 1954   | Прича о гинекологу            | Roman eines Frauenarztes           | Нина бертенс              | Фалк Харнак (Falk Harnack)                                       |
| 1955   | Ешалон доктора М.             | -                                  | Хатиџа                    | Жика Митровић                                                    |
| 1955   | Моја тиха долина              | Du mein stilles Tal                | Рита                      | Леонарт Стекел (Leonard Steckel)                                 |
| 1955   |                               | Der Frontgockel                    | Клодет, француска девојка | Фердинанд Дорфлер (Ferdinand Dörfler)                            |
| 1957   | Човек без тела                | The Man Without a Body             | Одет Верне                | Чарлс Саундерс и В. Ли Вајлдер (Charles Saunders, W. Lee Wilder) |
| 1957   | Сеоска супруга                | Die Unschuld vom Lande             | Лоло                      | Рудолф Шиндлер (Rudolf Schündler)                                |
| 1957   | Довиђења, Франциска           | Auf Wiedersehen, Franziska         | Хелен Филипс              | Волфганг Либенанер (Wolfgang Liebeneiner)                        |
| 1957   | Све ће бити у реду            | Es wird alles wieder gut           | Лусила Колети, уметница   | Геза вон Болвари (Géza von Bolváry)                              |
| 1959   | Немојте паничити!             | Don't Panic Chaps!                 | Елза                      | Џорџ Полок (George Pollock)                                      |
| 1960   | Никада се нећемо делити       | Wir wollen niemals auseinandergehn | Ливија                    | Харалд Рајнл (Harald Reinl)                                      |
| 1961   | На Каприју мораш бити плавуша | Blond muß man sein auf Capri       | Хелга вагнер              | Волфганг Шлајф Wolfgang Schleif)                                 |
| 1962   | Број шест                     | Number Six                         | Надиа Лајвен              | Роберт Тронсон (Robert Tronson)                                  |
| 1962   | Соло за Спароа                | Solo for Sparrow                   | госпођа Рејнолдс          | Гордон Флеминг (Gordon Flemyng)                                  |
| 1962   | Крзнени оковратник            | The Fur Collar                     | Мари Лежун                | Лоренс Хантингтон (Lawrence Huntington)                          |
| 1963   | Стренглхолд                   | Stranglehold                       | Лили                      | Лоренс Хантингтон                                                |
| 1963   | Из Русије с љубављу           | From Russia with Love              | Каримова девојка          | Теренс Јанг (Terence Young)                                      |
| 1964   | Голдфингер                    | Goldfinger                         | Бонита                    | Гај Хамилтон (Guy Hamilton)                                      |
| 1964   | Пад                           | Downfall                           | Сузан Кросли              | Џон луелин Мокси (John Llewellyn Moxey)                          |
| 1964   | Бегунац                       | Runaway                            | Лаура Косович             | Џон О'Шеј (John O'Shea)                                          |

### Телевизија
| Година    | Наслов                                                       | Улога                             | Напомене                                       |
| --------- | ------------------------------------------------------------ | --------------------------------- | ---------------------------------------------- |
| 1958      | Авантуре Виљема Тела (The Adventures of William Tell)        | Мадлена                           | епизода The Bride                              |
| 1959      | Невидљиви човек (The Invisible Man)                          | принцеза Таима                    | епизода Man in Power                           |
| 1959      | Rendezvous)                                                  | Мери Дарвин                       | епизода Murder in Berkeley Square              |
| 1960      | ИТВ ТВ позориште (ITV Television Playhouse)                  | Естел                             | епизода Once a Crook                           |
| 1961      | Међународни детектив (International Detective)               | Нора галовеј                      | епизода The Anthony Case                       |
| 1961      | Опасан човек (Danger Man)                                    | Мелина                            | епизода Find and Destroy                       |
| 1961      | Мегре (Maigret)                                              | Марија                            | епизода The Winning Ticket                     |
| 1962      | Parbottle Speaking                                           | Зухра                             | Главна улога                                   |
| 1962      | Браћа по закону (Brothers in Law)                            | Нина Зофани                       | епизода Special Examiner                       |
| 1962      | Ричард Лавље срце (Richard the Lionheart)                    | Ширин                             | епизода The Lord of Kerak                      |
| 1962      | Још шест Џимових лица (Six More Faces of Jim)                | -                                 | епизода The Face of Wisdom                     |
| 1963      | Шоу Бенија Хила (The Benny Hill Show)                        | Рускиња                           | епизода The Vanishing man                      |
| 1963      | Нула један (Zero One)                                        | Диди Друсон                       | епизода The Creators                           |
| 1963      | Човек света (Man of the World)                               | Марија                            | епизода In the Picture                         |
| 1963      | Крејн (Crane)                                                | Марија Кортез                     | епизода The Golden Attraction                  |
| 1964      | Опасан човек (Danger Man)                                    | Ира                               | епизода The Professionals                      |
| 1965      | Летећи лабуд (The Flying Swan)                               | Тања Сајкс                        | епизода Company Property                       |
| 1965      | Riviera Police                                               | Лиса                              | епизода The Lucky One Was the Snake            |
| 1965      | Трећи човек (The Third Man)                                  | Алдрина                           | епизода Members Only 1. и 2. део               |
| 1966      | Лажљивци (The Liars)                                         | Мадам Моралди                     | епизода 1.1                                    |
| 1966      | Приче са Дунава (Donaugeschichten)                           | -                                 | епизода W. M. und die Diplomatie               |
| 1966      | Човек у соби 17 (The Man in Room 17)                         | Роксана Полинеску                 | епизода The Catacombs                          |
| 1967      | Светац (The Saint)                                           | Лусил Легранд                     | епизода The Art Collectors                     |
| 1967      | Armchair Theatre                                             | Илена Давос                       | епизода Reason for Sale                        |
| 1967      | Смрт се дешава другим људима (Death happens to other people) | Бетина                            | ТВ филм                                        |
| 1967-1968 | Смешно позориште (Comedy Playhouse)                          | служавка Смирна / Фредерика Дувал | епизода The Old Campaigner and Stiff Upped Lip |
| 1968      | Свет чистача плаже (The World of Beachcomber)                | -                                 | епизода 1.4 и 1.6                              |
| 1968      | Dixon of Dock Green                                          | госпођа Грин                      | епизода Ania                                   |